# Yuko Morimoto
Yuko Morimoto (森本 ゆう子, 6 de gener de 1974) és una exfutbolista japonesa.

## Selecció del Japó
Va debutar amb la selecció del Japó el 1993. Va disputar 10 partits amb la selecció del Japó.

## Estadístiques
| Selecció del Japó | Selecció del Japó | Selecció del Japó |
| Anys              | Partits           | Gols              |
| ----------------- | ----------------- | ----------------- |
| 1993              | 2                 | 0                 |
| 1994              | 1                 | 0                 |
| 1995              | 0                 | 0                 |
| 1996              | 0                 | 0                 |
| 1997              | 5                 | 2                 |
| 1998              | 2                 | 0                 |
| Total             | 10                | 2                 |